# Вольгрен, Гунн
Гуннель Маргарет Харальдсдоттер Вольгрен (швед. Gunnel Margaret Haraldsdotter Wållgren; 16 ноября 1913, Гётеборг, Швеция — 4 июня 1983, Стокгольм) — шведская актриса.

## Биография
Гунн Вольгрен родилась в семье бизнесмена Харальда Вольгрена (1880—1959) и Маргареты Гимберг (1887—1976). Выросла в Гётеборге, лето проводила в Квиксунде (Вестманланд).
С 1934 по 1937 год училась в театральной школе Королевского драматического театра, где её сокурсницей была Сиф Рууд, а одним из преподавателей — Хильда Боргстрём. После театральной школы получила приглашение в труппу Королевского драматического театра, где стала одной из главных актрис. К числу выдающихся ролей, исполненных Вольгрен — жена Керли в пьесе по повести Джона Стейнбека «О мышах и людях» (1940), Офелия в постановке «Гамлета» (1942, заглавную роль исполнял Ларс Хансон), Жанна д’Арк в спектакле по пьесе Максвелла Андерсона «Жанна Лотарингская» (1944), Дочь Индры в пьесе Стриндберга «Игра снов» (1955), Нора в пьесе Ибсена «Кукольный дом» (1962), Герда в пьесе Стриндберга Oväder (1964) и Этель Тэйер в пьесе Эрнеста Томпсона «На золотом озере» (1981). Помимо Королевского драматического театра Вольгрен выступала в нескольких частных театрах Стокгольме, в частности, в «Новом театре», где играла роли в спектаклях по пьесам Чехова в постановке режиссёра Пер-Акселя Браннера.

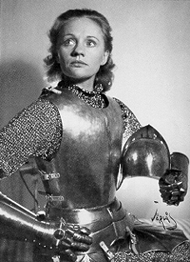
Гунн Вольгрен в роли Жанны д’Арк (1948)

В 1972 году Кент Андерссон специально для Гунн Вальгрен написал пьесу Agnes. Спектакль был поставлен «Скалатеатерн» и имел успех. Успешным был и поставленный там же спектакль Хассе Экмана по классической пьесе Кессельринга Arsenik och gamla spetsar (1970), в котором Вальгрен участвовала вместе с Биргиттой Андерссон.
В кинематографе 1940—1950-х годов Гунн Вольгрен также создала много образов сильных женщин: малолетней преступницы в Kvinnor i fångenskap (1943), Клары Фины Гуллеборг в фильме Густава Муландера Kejsarn av Portugallien (1944), стюардессы в фильме Хассе Экмана Medan porten var stängd, Рут Кёлер в фильме Kvinna utan ansikte (1947, по сценарию Ингмара Бергмана), Биргит в фильме Хассе Экмана Var sin väg (1948), женщины-политика в Glasberget (1953). Среди более поздних ролей заслуживают внимание роль в сериале Söderkåkar (1970), Тётя Данте в фильме Хассе и Таге Mannen som slutade röka (1972), «Королевы голубей» Софии в фильме по сказочной повести Астрид Линдгрен «Братья Львиное сердце» (1977) и отмеченная премией «Золотой жук» роль матери Салли в фильме Sally och friheten (1981). Её последняя роль в кино — Хелены Экдаль в фильме Ингмара Бергмана «Фанни и Александр» (1982) — стала наиболее оценённой критиками.
Вольгрен умерла в 1983 году и была похоронена на Северном кладбище Стокгольма.
Гунн Вольгрен была замужем за Хампе Фаустманом с 1941 по 1948 год, затем — за Пер-Акселем Браннером с 1954 до его смерти в 1975 году.
В память об актрисе ежегодно вручается Премия Гунн Вальгрен. Награждение проводится ежегодно в день её рождения — 16 ноября. Премия присуждается двум «художественно одарённым драматическим и лирическим актёрам». В 2005 году размер премии составлял 20 000 шведских крон в каждой номинации.

## Избранная фильмография
- - 1943 — Sonja
  - 1943 — Ordet
  - 1943 — Sjätte skottet
  - 1943 — Kvinnor i fångenskap
  - 1944 — Flickan och Djävulen
  - 1944 — Kejsarn av Portugallien
  - 1945 — Skådetennis
  - 1945 — Brott och straff
  - 1945 — Resan bort
  - 1946 — Harald Handfaste
  - 1946 — Begär
  - 1946 — Medan porten var stängd
  - 1947 — Kvinna utan ansikte
  - 1948 — Var sin väg
  - 1951 — Dårskapens hus
  - 1953 — Glasberget
  - 1964 — Klänningen
  - 1966 — Kvinnas man (телефильм)
  - 1966 — Tartuffe (телеспектакль)
  - 1967 — Fadren (телеспектакль)

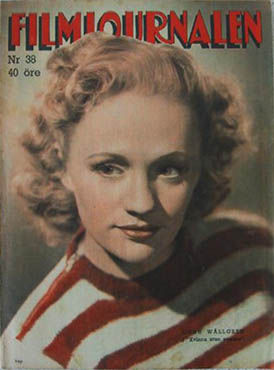
Обложка журнала Filmjournalen (1947)

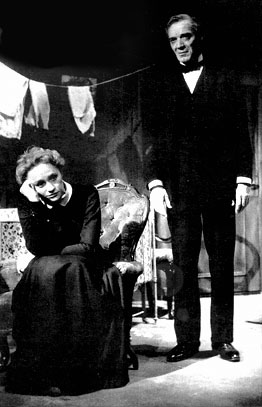
Гунн Вольгрен в роли дочери Индры в спектакле по пьесе Августа Стриндберга «Игра снов» (Королевский драматический театр, 1955)

  - 1967 — Gengångare (телеспектакль)
  - 1970 — Frida och hennes vän (телесериал)
  - 1970 — Söderkåkar (телесериал)
  - 1972 — Mannen som slutade röka
  - 1974 — Sanna kvinnor
  - 1974 — Rulle på Rullseröd (телесериал)
  - 1976 — Förvandlingen
  - 1977 — Bröderna Lejonhjärta
  - 1978 — Strandfyndet (телесериал)
  - 1981 — Sally och friheten
  - 1982 — Fanny och Alexander

## Избранные театральные работы
| Год  | Роль                | Спектакль автор                                                           | Режиссёр           | Театр                           |
| ---- | ------------------- | ------------------------------------------------------------------------- | ------------------ | ------------------------------- |
| 1936 | Милдред             | Ljuva ungdomstid Юджин О’Нил                                              | Руне Карлстен      | Королевский драматический театр |
| 1936 | Бетти               | Fridas visor Биргер Шёберг                                                | Руне Карлстен      | Королевский драматический театр |
| 1937 | Подруга Русалка     | Eva gör sin barnplikt Кьелль Абель                                        | Руне Карлстен      | Королевский драматический театр |
| 1937 | Хусан               | Vår ära och vår makt Нурдаль Григ                                         | Альф Шёберг        | Королевский драматический театр |
| 1937 | Сорел Блисс         | «Сенная лихорадка» Ноэл Кауард                                            | Альф Шёберг        | Королевский драматический театр |
| 1937 | Энн                 | En sån dag! (Call It a Day) Доди Смит                                     | Руне Карлстен      | Королевский драматический театр |
| 1938 | Дора                | Spel på havet Сигфрид Сивертц                                             | Альф Шёберг        | Королевский драматический театр |
| 1938 | Пегги Дэй           | Kvinnorna (The Women) Клэр Бут Люс                                        | Руне Карлстен      | Королевский драматический театр |
| 1938 | Эдвига              | Sex trappor upp Альфред Гери                                              | Паулина Бруниус    | Королевский драматический театр |
| 1939 | Ширли               | Mitt i Europa (Idiot’s Delight) Роберт Шервуд                             | Руне Карлстен      | Королевский драматический театр |
| 1939 | Паулина             | Nederlaget Нурдаль Григ                                                   | Свенд Гаде         | Королевский драматический театр |
| 1940 | Жена Керли          | «О мышах и людях» Джон Стейнбек                                           | Альф Шёберг        | Королевский драматический театр |
| 1941 |                     | Mötas och skiljas Хельге Крог                                             | Стиг Торсслов      | Васатеатерн                     |
| 1942 | Магда Фуллер        | Ut till fåglarna (George Washington Slept Here) Джордж Кауфман, Мосс Харт | Альф Шёберг        | Королевский драматический театр |
| 1942 | Куколка             | I vår Herres hage (Ze života hmyzu) Йозеф Чапек, Карел Чапек              | Йёста Фольке       | Васатеатерн                     |
| 1943 | Английская графиня  | Raid i natt (Flare Path) Терренс Раттиган                                 | Пер-Аксель Браннер | Новый театр                     |
| 1944 | Миртл Браун         | Det ljusnar vid 7-tiden (Morning’s at Seven) Пол Осборн                   | Гарри Рёк-Хансен   | Бланштеатерн                    |
| 1944 | Варя                | «Вишнёвый сад» Антон Чехов                                                | Гарри Рёк-Хансен   | Бланштеатерн                    |
| 1944 | Hope Talcott Nathan | Med clippern västerut (Flight to the West) Элмер Райс                     | Хельге Хагерман    | Бланштеатерн                    |
| 1947 | Билли Даун          | Född igår (Born Yesterday) Гарсон Канин                                   | Пер-Аксель Браннер | Новый театр                     |
| 1948 |                     | En vildfågel Жан Ануй                                                     | Стин Торсслов      | Городской театр Мальмё          |
| 1951 | Леони Винсен        | «Клерамбад» Марсель Эме                                                   | Пер-Аксель Браннер | Новый театр                     |
| 1955 | Дочь                | Ett drömspel Август Стриндберг                                            | Улоф Муландер      | Королевский драматический театр |
| 1956 | Nora                | Ett dockhem Генрик Ибсен                                                  | Пер-Аксель Браннер | Рикстеатерн                     |
| 1968 | Эстер Франц         | Priset (The Price) Артур Миллер                                           | Пер Герхард        | Васатеатерн                     |
| 1969 | Шейла               | Garden Party Алан Эйкборн                                                 | Стиг Улин          | Васатеатерн                     |
| 1970 | Эбби Брюстер        | Arsenic and Old Lace Джозеф Кессельринг                                   | Хассе Экман        | Скалатеатерн                    |
| 1970 | Лина Мод Караньяни  | Vi är alla lika Ноэл Кауард                                               | Пер-Аксель Браннер | Максимтеатерн                   |
| 1971 |                     | Upp i smöret Теренс Фрисби                                                | Иса Квенсель       | Intiman                         |

## Награды и премии
- 1947 — Премия Йёста Экмана
- 1956 — Медаль «Pro Finlandia» (Финляндия)[5]
- 1959 — Премия О’Нила
- 1962 — Театральная премия Шведской ассоциации театральных критиков
- 1975 — Театральная премия Шведской академии
- 1979 — Медаль Литературы и искусств
- 1981 — Премия «Золотой жук» за лучшую женскую роль[6]